# 安德烈·奧斯特里科夫
安德烈·奧斯特里科夫（Andrei Ostrikov；1982年3月5日—）是一位俄羅斯橄欖球運動員。他是俄羅斯國家橄欖球隊的一員，代表俄羅斯參加了2011年世界盃橄欖球賽。